# Conus orbignyi
Conus orbignyi é uma espécie de gastrópode do gênero Conus, pertencente à família Conidae.